# 明治通宝

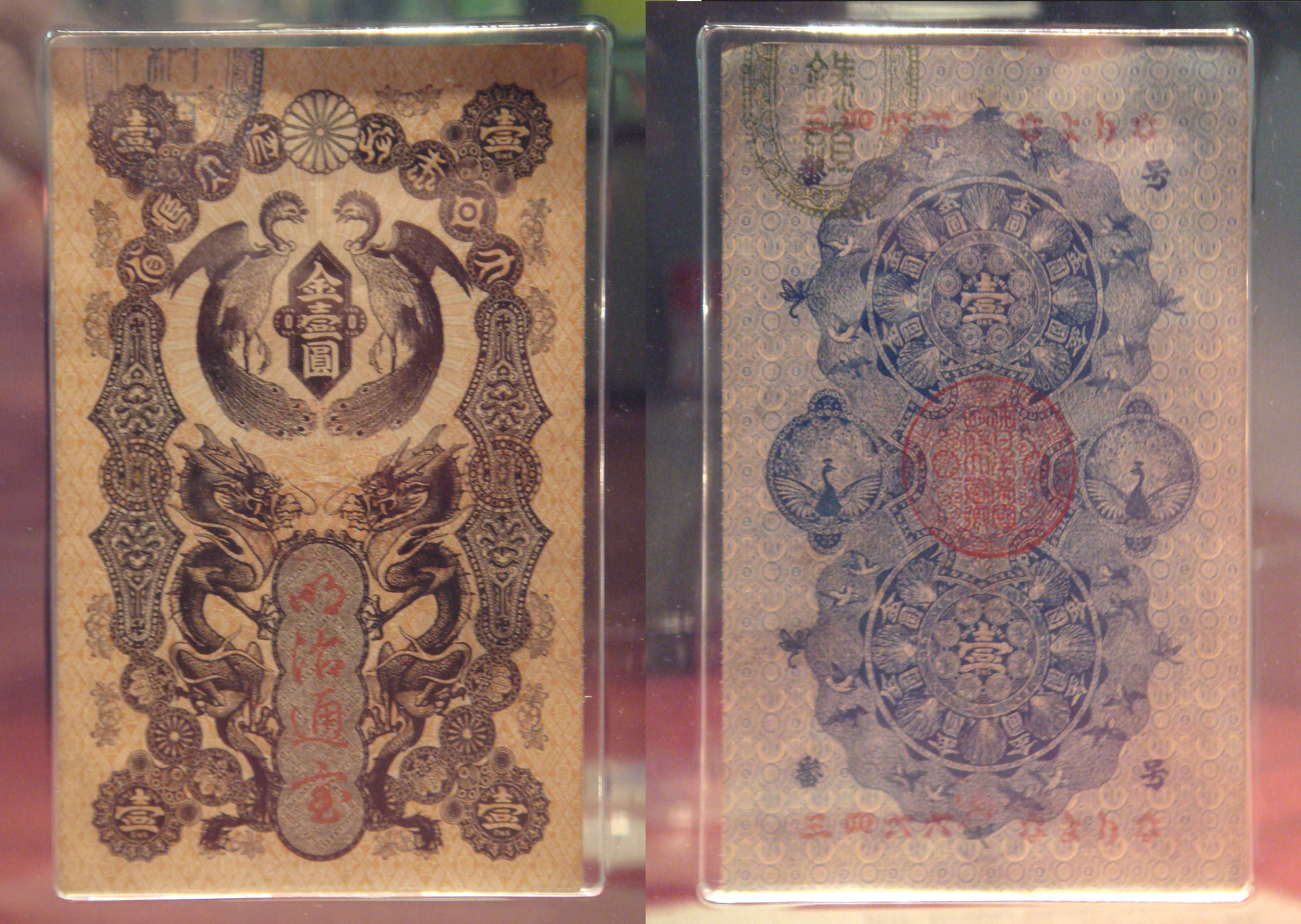
明治通宝一円券

明治通宝（めいじつうほう、旧字体：明󠄁治通󠄁寶）とは、明治時代初期に発行された政府紙幣（不換紙幣）である。日本では西洋式印刷術による初めての紙幣として著名である。またドイツのフランクフルトにあった民間工場で製造されたことから「ゲルマン札」の別名があるほか、発行開始の公示から「新紙幣」と称されることもある。

## 概略
明治維新により新政府が成立し、1869年（明治2年）、明治政府はオリエンタル・バンクと貨幣鋳造条約を結んだ。他方、戊辰戦争の軍事費を出費する必要もあり大量の紙幣が発行されていた。紙幣は太政官札、府県札、民部省札、為替会社札など、江戸時代の藩札の様式を踏襲して官民が発行した多種多様で雑多なものであり、偽造紙幣も大量にあった。松方正義は1870年（明治3年）、福岡藩の太政官札偽造を発見したとされている。共通通貨「円」の導入とともに、近代的紙幣の導入が必要であった。
当初日本政府は、新紙幣をイギリスに発注する予定であったが、北ドイツ連邦のドンドルフ・ナウマン社（ヘッセン州）から「エルヘート凸版」による印刷のほうが偽造防止に効果があるとの売込みがあった。そのうえ技術移転を日本にしてもいいとの条件もあった。近代的印刷技術も獲得できることもあり、北ドイツ連邦宰相ビスマルクは7月に普仏戦争を開戦したが、大蔵卿大木喬任は10月、ドンドルフ・ナウマン社に9券種、額面5000万円分（後に5353万円分を追加発注）を発注した。
1871年（明治4年）岩倉使節団が数年間の欧米査察に出立し、3月には岩倉具視がビスマルクと会見し、廃藩置県翌月の9月、大蔵省に紙幣司が創設され、数週間後に勧工寮が合併して紙幣寮が発足した。12月にはドイツからドンドルフ・ナウマン社製作の紙幣が届き始めたが、この紙幣は安全対策のため未完成であった。そのため紙幣寮で「明治通宝」の文言や「大蔵卿」の印などを補って印刷し完成させた。なお当初は「明治通宝」の文字を100人が手書きで記入していたが、約1億円分、2億枚近くもあることから記入に時間がかかりすぎるとして木版印刷に変更され記入していた52,000枚は廃棄処分された。
明治通宝は1872年（明治5年）4月に発行され、民衆からは新時代の到来を告げる斬新な紙幣として歓迎され、雑多な旧紙幣の回収も進められた。同年、紙幣寮の頭に渋沢栄一が就任し、また太政官正院印書局が創設された。
しかし、流通が進むにつれて明治通宝に不便な事があることが判明した。まずデザインが全ての額面で同一（表面の地模様と裏面の印刷の色は額面により異なる）であり、額面が異なっていても同じサイズや近いサイズのものが多かったため、それに付け込んで額面を変造する不正が横行したほか、偽造が多発した。また紙幣の洋紙が日本の高温多湿の気候に合わなかったためか損傷しやすく変色しやすいという欠陥があった。また同年には藤田組贋札事件も発覚した。
ドンドルフ・ナウマン社は1873年（明治6年）10月9日、日本政府の在欧担当者に、明治通宝製造のための設備投資により経営難に陥ったこと、そのため設備を売却したいと申し出た。同社はオリエンタル・バンク（東洋銀行）と取引していたが、このときロンドン本店から横浜支店に同社の製造費用等の支払請求書が送付され、同銀横浜支店はこれに大久保利通卿と吉田清成少補の書簡を添えたうえで、大蔵省へ送付している。
1874年（明治7年）にはドンドルフ・ナウマン社にあった明治通宝の原図や原版が日本に引き渡され、技術指導の技術者の派遣も決定し、国産化へ移行した。また、北海道開拓使だったアメリカ人のトーマス・アンチセルが紙幣寮に移り、紙幣用インキの研究、製造に従事した。1875年（明治8年）からは、来日した元ドンドルフ・ナウマン社のエドアルド・キヨッソーネも紙幣寮の技術指導に当たった。
折りしも1877年（明治10年）に勃発した西南戦争の際は、明治通宝が莫大な軍事費支出に役立つこととなったが、前述の通り偽造や欠陥が問題となったため1881年（明治14年）には改造紙幣に取って代わられた。

## 明治通宝の要目
下表の通り、百円券から十銭券までの9種類の券種が製造発行された。
デザインは縦型の全券種共通のもので、表面の主模様として鳳凰と龍があしらわれており、出納頭の割印と「明治通宝」の文字が印刷されている。裏面には青海波、蜻蛉、千鳥、帆立貝、孔雀の図柄の他に、大蔵卿印（大日本帝国政府大蔵卿）、記録頭の割印が印刷されている。ただし表面の地模様・割印と裏面の模様・割印の刷色は額面により異なり、半円券以下の裏面には地模様がない。近代的な印刷技術を用いた日本初の紙幣ではあるが、縦型の券面や鳳凰・龍などを題材としたデザインは江戸時代から流通していた藩札や、明治政府により発行された旧来の太政官札・民部省札などの流れを汲むものとなっている。
裏面の上下には記番号が印刷されているが、記号は平仮名1文字ないし3文字、通し番号は漢数字（〇一二三四五六七八九。のちに発行された日本銀行兌換銀券のように「壹貳叄」の大字を使っていない）で印刷されている。通し番号の桁数は多くは4桁だが、十円券の一部では5桁、二円券と一円券の一部では6桁のものが見られる。記号は右上と右下、通し番号は左上と左下に印刷され、右上の記号の下と右下の記号の上には「号」、左上の通し番号の下と左下の通し番号の上には「番」の文字が印刷されている。
透かしは入っていない。紙幣用紙は麻と亜麻を原料としているが、先述の通り紙質に問題があり損傷や変色の原因となった。
使用色数は、表面は全券種とも4色（内訳は主模様1色、地模様1色、印章1色、「明治通宝」の題号1色）、裏面は券種により異なり、一円券以上が5色（内訳は主模様1色、地模様1色、印章2色、記番号1色）、半円券以下が4色（内訳は主模様1色、印章2色、記番号1色）となっている（券種によっては印章と記番号で同色のものもあるが別版のため別色扱い）。ドイツのドンドルフ・ナウマン社での製造分については、主模様、地模様および記番号が印刷された半製品の状態で日本へ輸入し、その後日本国内で「明治通宝」の題号の加刷と印章類の押印を行う手順で製造された。
なお、表面の漢数字縦書きによる額面金額の左右に額面金額の英字表記が施されているが、一円券についてはこの額面金額の英字表記が本来「1YEN」と記載すべきところ「0YEN」と誤表記された状態で印刷されている。また半円券については漢数字縦書きによる額面金額の左右が「50SEN」となっており、「半」と「圓」の漢字の間に「1/2 YEN」と表記されている。
ドイツ製造分は1870年（明治3年）10月から、国内製造分は1877年（明治10年）7月から1878年（明治11年）6月までの期間に製造された。
| 名称     | 額面              | 寸法（ミリ） | 記番号色 | 製造枚数 （ドイツ製造分） | 製造枚数 （国内製造分） | 発行                     | 廃止                       |
| -------- | ----------------- | ------------ | -------- | ------------------------- | ----------------------- | ------------------------ | -------------------------- |
| 百円券   | 金百圓（100円）   | 159ｘ107     | 緑色     | 24,330                    | -                       | 1872年（明治5年）8月13日 | 1899年（明治32年）12月31日 |
| 五十円券 | 金五拾圓（50円）  | 159ｘ107     | 赤色     | 23,261                    | -                       | 1872年（明治5年）8月13日 | 1899年（明治32年）12月31日 |
| 十円券   | 金拾圓（10円）    | 137ｘ89      | 緑色     | 1,143,189                 | 1,546,063               | 1872年（明治5年）6月25日 | 1899年（明治32年）12月31日 |
| 五円券   | 金五圓（5円）     | 137ｘ89      | 赤色     | 3,104,474                 | -                       | 1872年（明治5年）6月25日 | 1899年（明治32年）12月31日 |
| 二円券   | 金二圓（2円）     | 111ｘ72      | 青色     | 2,695,298                 | 9,792,989               | 1872年（明治5年）6月25日 | 1899年（明治32年）12月31日 |
| 一円券   | 金壹圓（1円）     | 113ｘ71      | 赤色     | 39,814,943                | 5,394,916               | 1872年（明治5年）4月     | 1899年（明治32年）12月31日 |
| 半円券   | 半圓（½円＝50銭） | 89ｘ53       | 暗青色   | 22,717,569                | -                       | 1872年（明治5年）4月     | 1899年（明治32年）12月31日 |
| 二十銭券 | 二十錢（20銭）    | 87ｘ53       | 褐色     | 46,100,557                | -                       | 1872年（明治5年）4月     | 1899年（明治32年）12月31日 |
| 十銭券   | 十錢（10銭）      | 87ｘ53       | 赤色     | 72,026,143                | 54,621,137              | 1872年（明治5年）4月     | 1887年（明治20年）6月30日  |

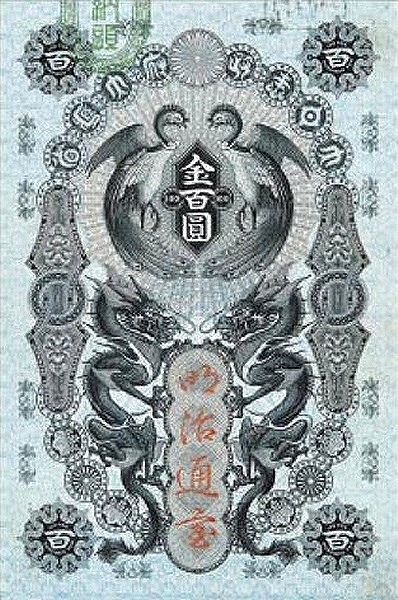
明治通宝百円券（表面）
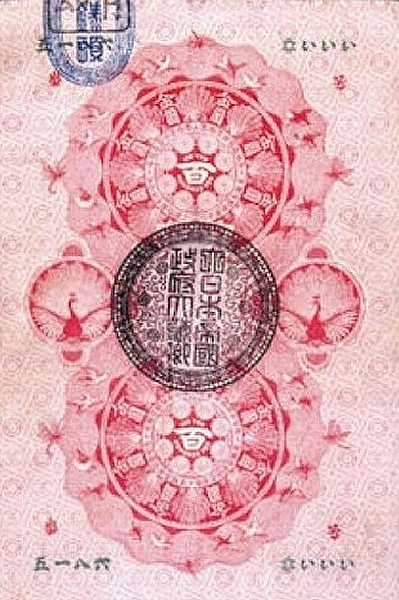
明治通宝百円券（裏面）
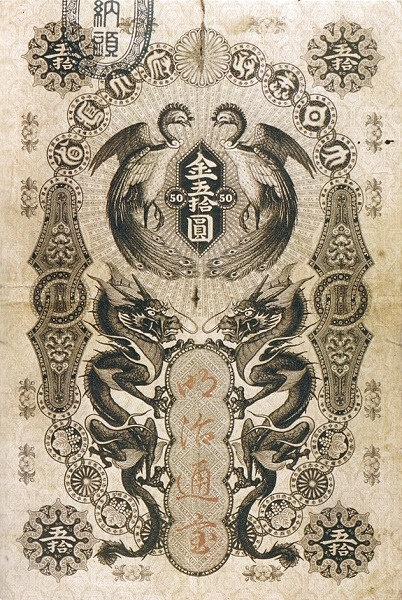
明治通宝五十円券（表面）
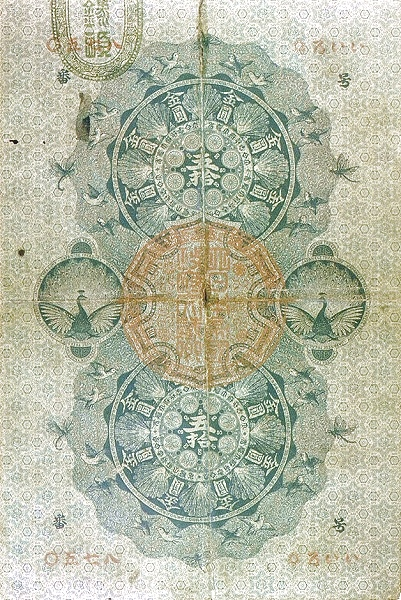
明治通宝五十円券（裏面）
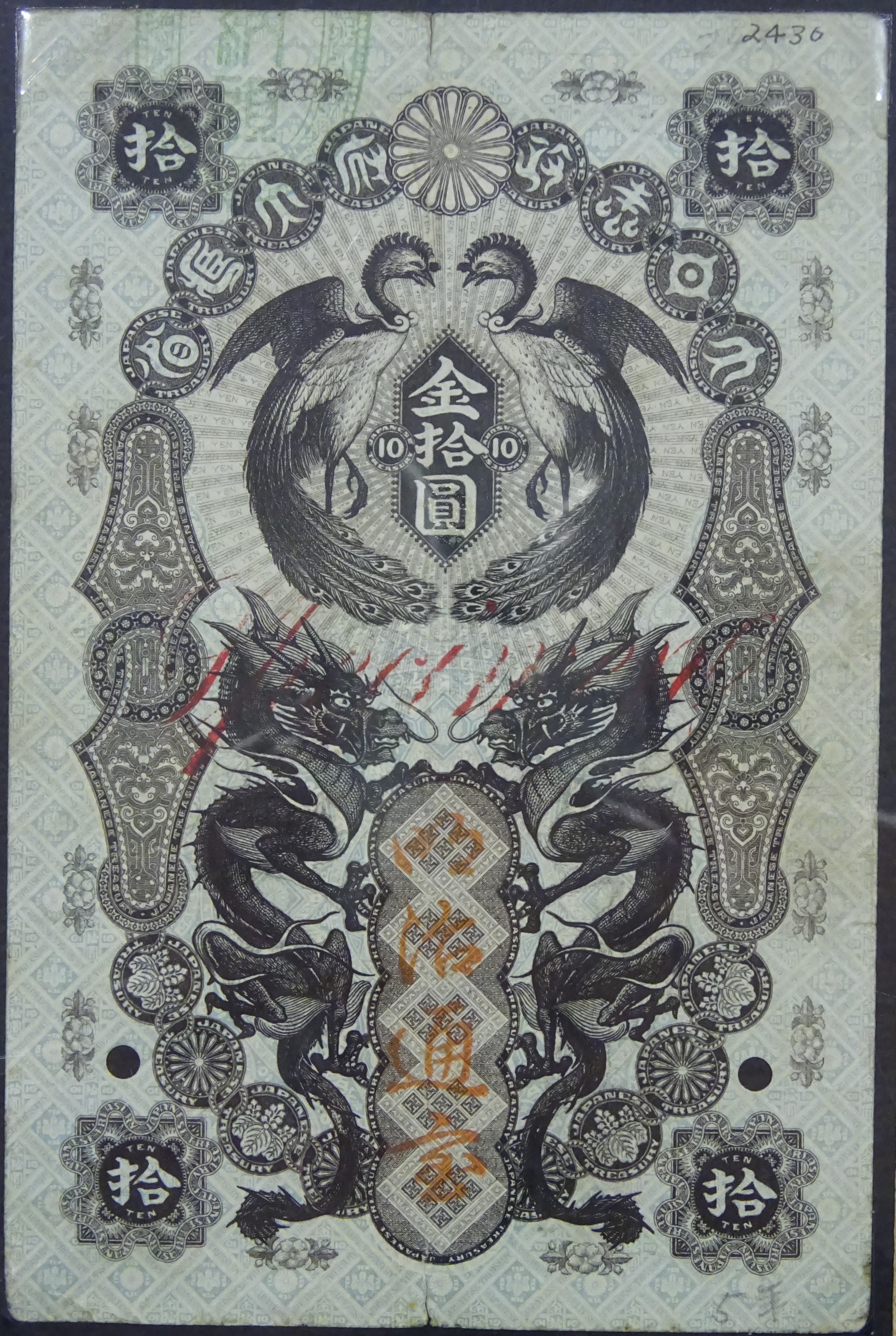
明治通宝十円券（表面）
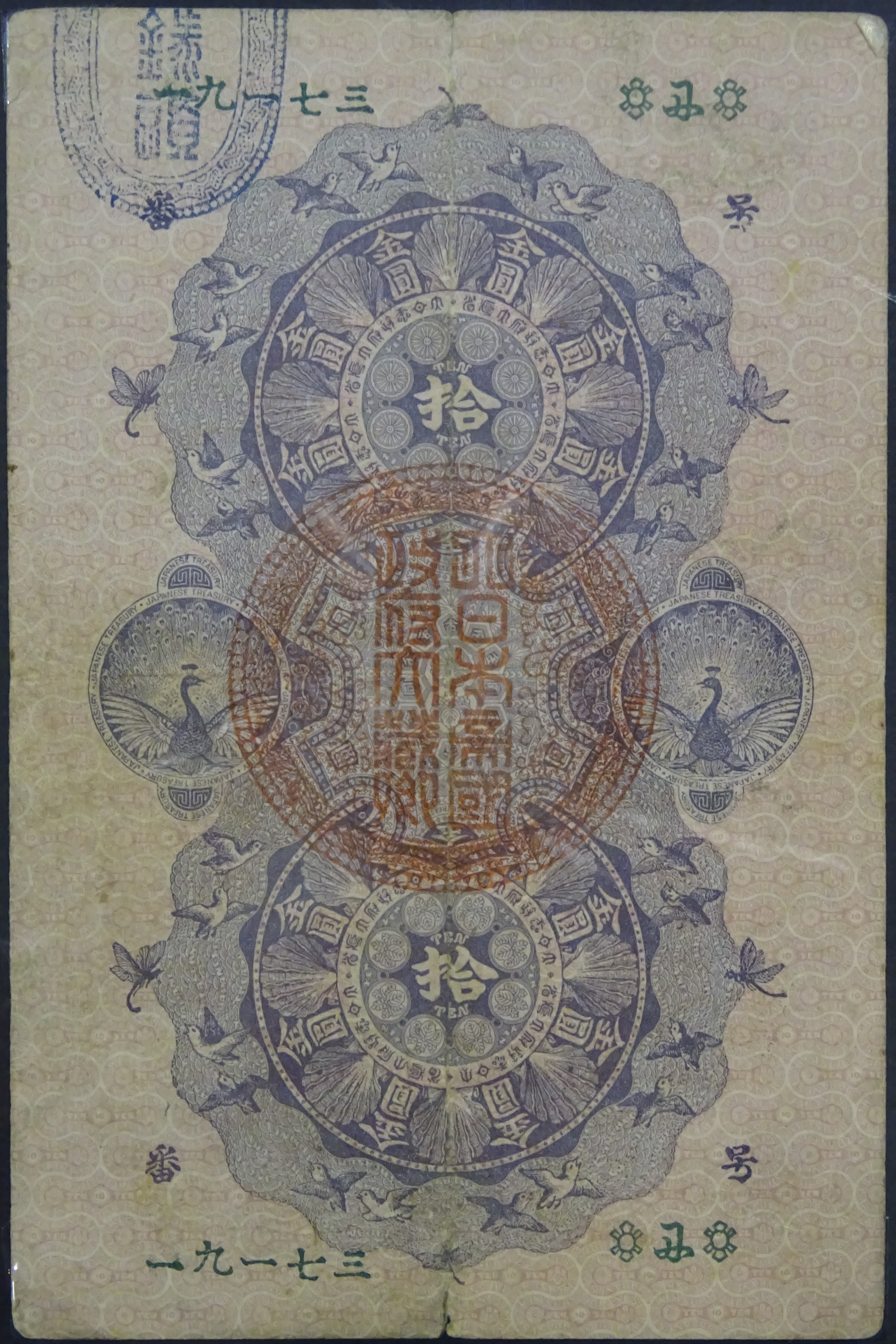
明治通宝十円券（裏面）
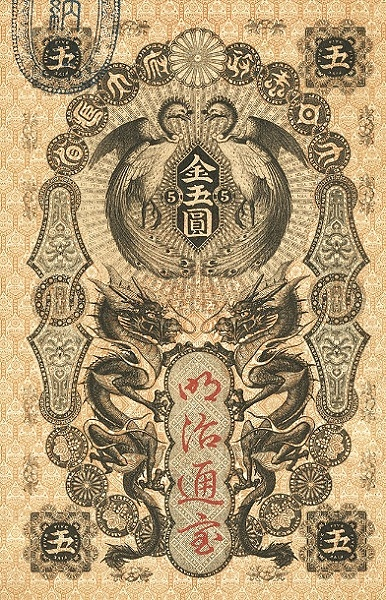
明治通宝五円券（表面）
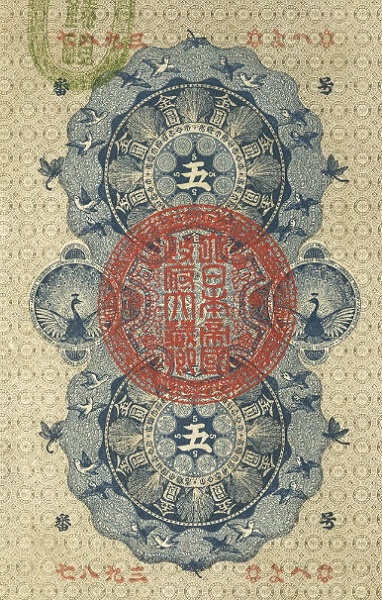
明治通宝五円券（裏面）
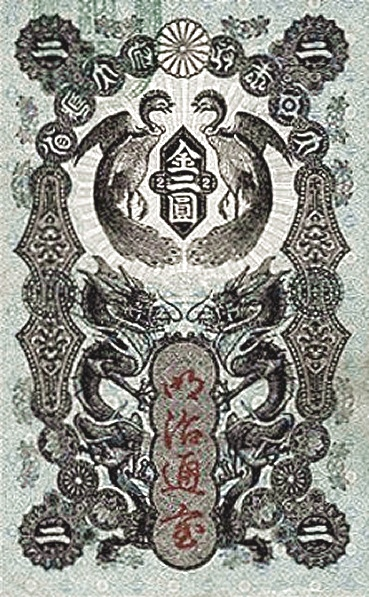
明治通宝二円券（表面）
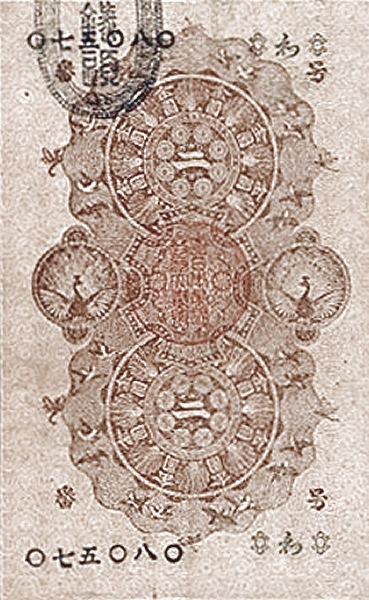
明治通宝二円券（裏面）
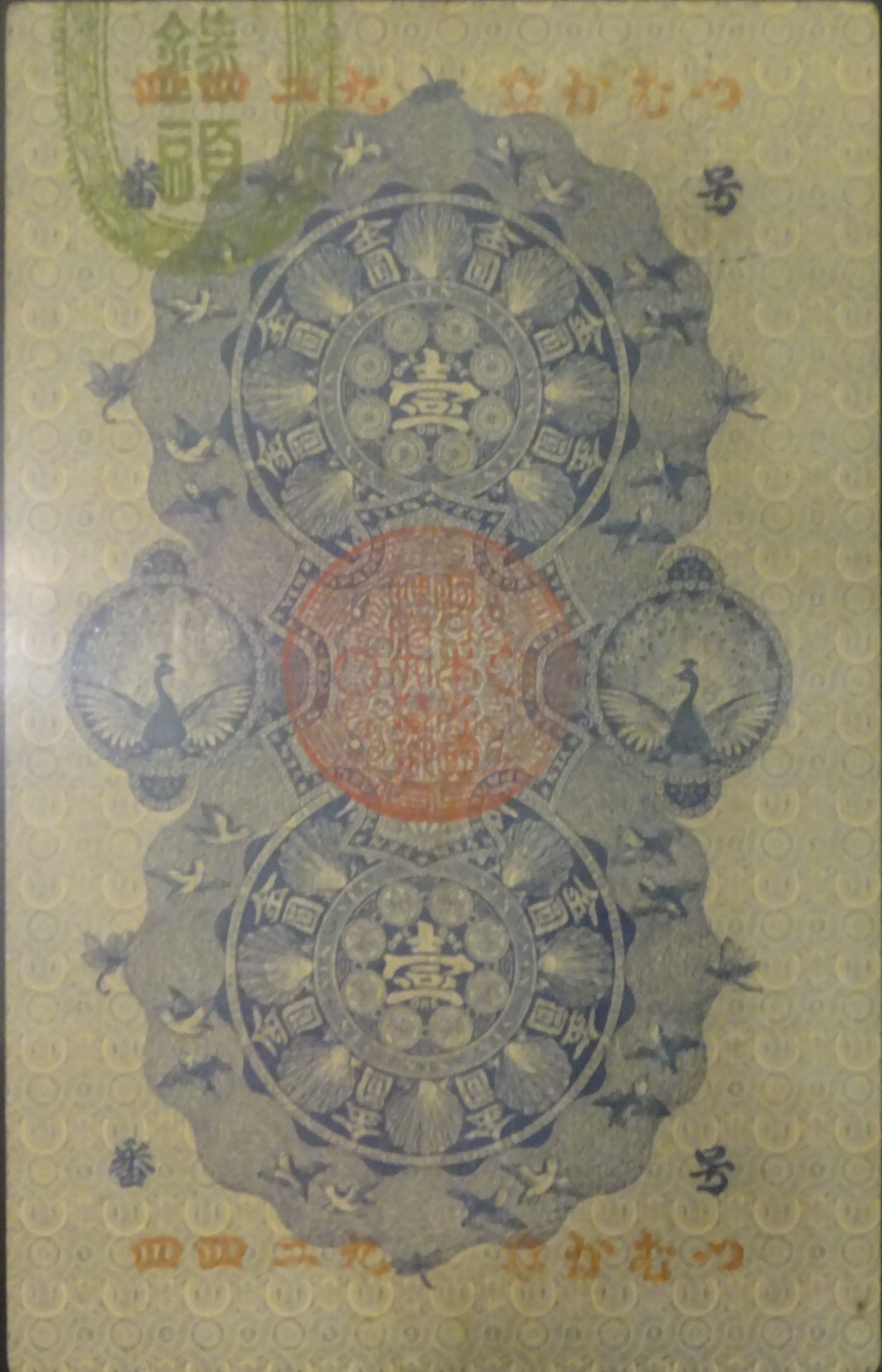
明治通宝一円券（裏面）
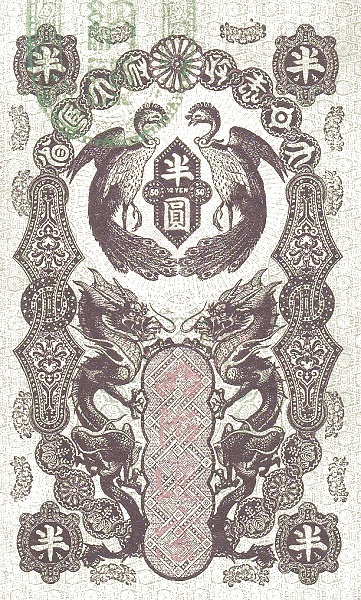
明治通宝半円券（表面）
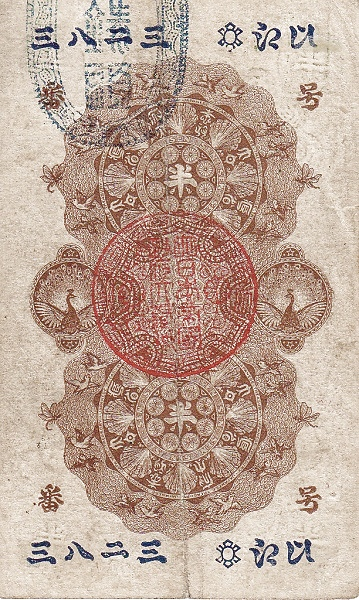
明治通宝半円券（裏面）
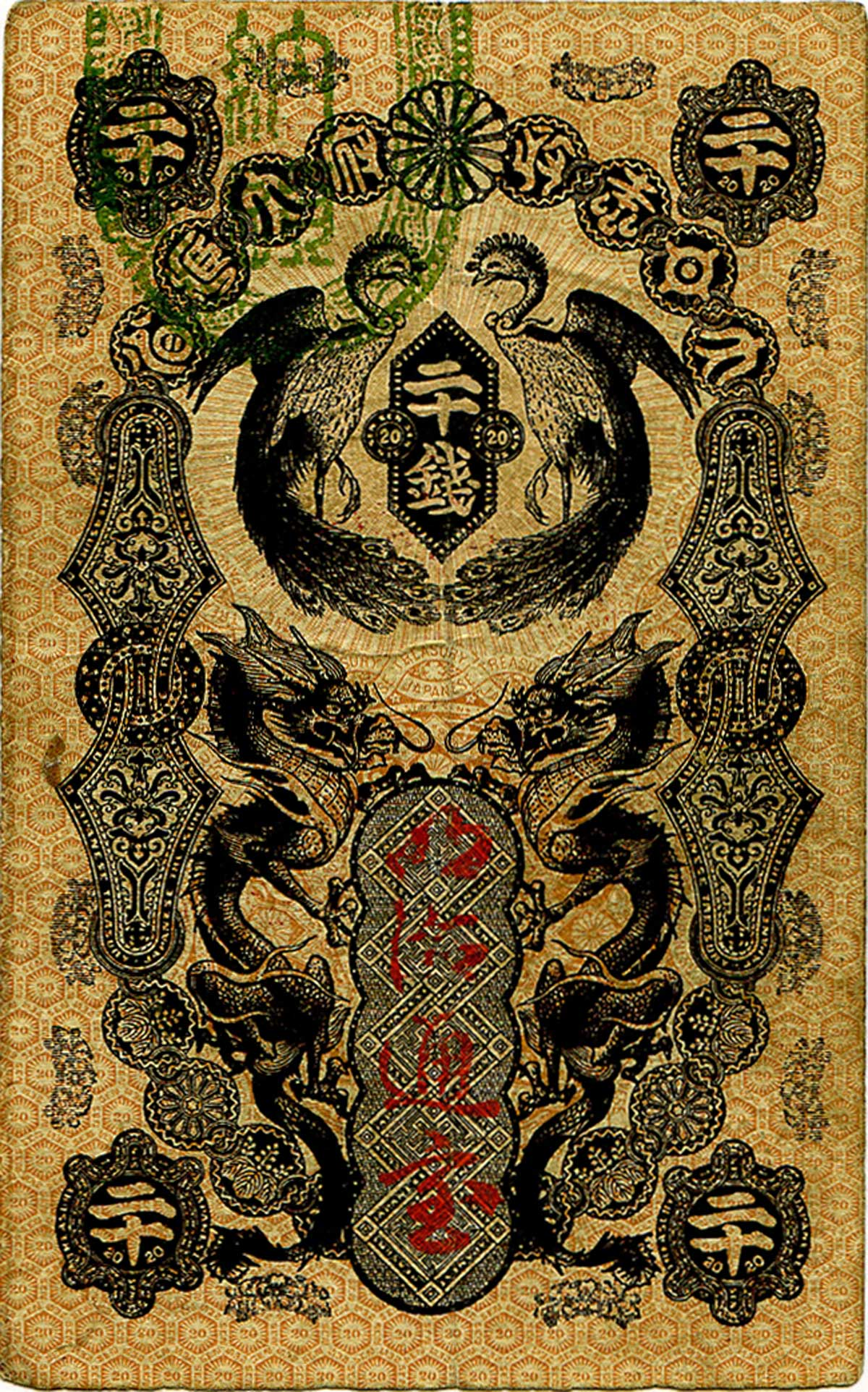
明治通宝二十銭券（表面）
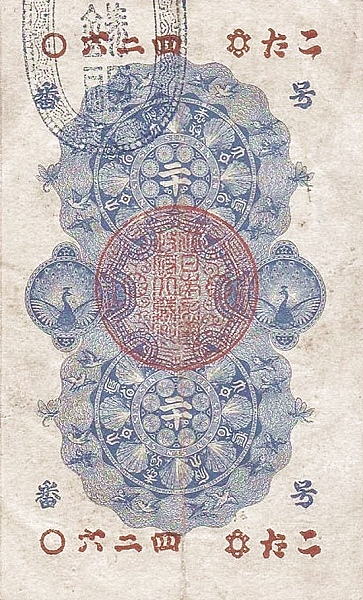
明治通宝二十銭券（裏面）
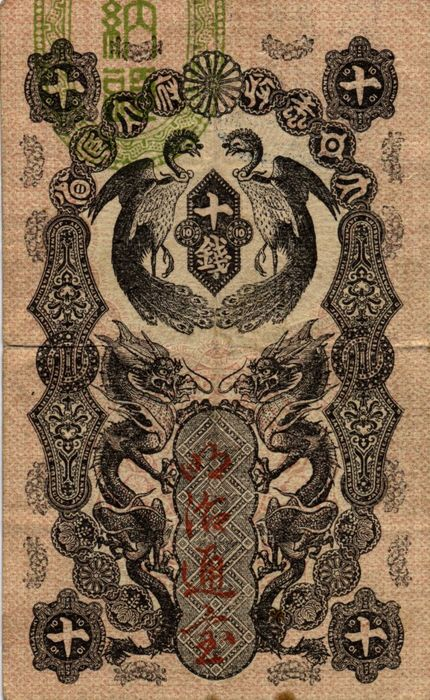
明治通宝十銭券（表面）
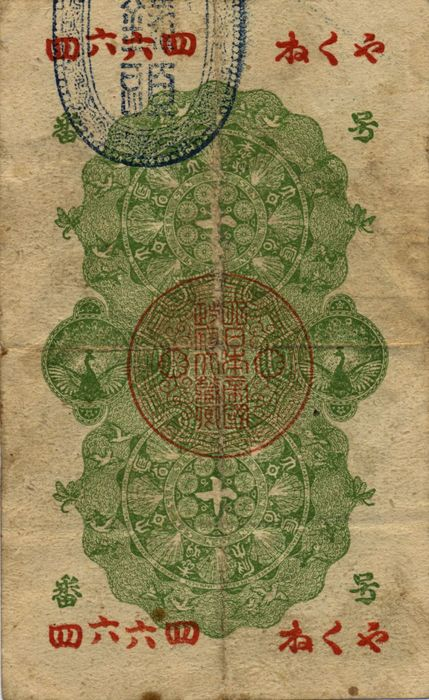
明治通宝十銭券（裏面）

## 廃止
日本銀行の設立により1885年（明治18年）から日本銀行券（日本銀行兌換銀券）が発行開始されたことを受け、西南戦争等を発端としたインフレーション沈静化を目的とした紙幣整理の政策の一環として1898年（明治31年）6月11日に公布された「政府発行紙幣通用廃止に関する法律」等に基づき、1899年（明治32年）12月31日をもって政府紙幣である明治通宝および改造紙幣の法的通用が禁止され廃止となった。なお、同年12月9日には国立銀行紙幣も通用停止となっており、これらにより日本国内で流通する紙幣は日本銀行券へ一元化された。
なお、前述の通りそもそも用紙の質に欠陥があったことに加え、低額面で流通が激しく特に損傷が甚だしい状態であったことから、十銭券に限り一足早く1887年（明治20年）6月30日をもって法的通用が禁止され廃止されている。
御　名　　御　璽
 　　　　　明󠄁治三十一年六月󠄁十日
 　　　　　　　　　　內閣總理大臣侯爵󠄂伊 藤󠄁 博󠄁 文󠄁
 　　　　　　　　　　大藏大臣伯爵󠄂井　上　馨
法律第6號
政府發行ノ紙幣󠄁ハ明󠄁治三十二年十二月󠄁三十一日限リ其ノ通󠄁用ヲ廢止ス

### 関連法令
- 『勅令』、官報。1886年（明治19年） - 十銭紙幣の通用期限を1887年（明治20年）6月30日とした。
- 『大蔵省省令』、官報。1886年（明治19年） - 十銭紙幣交換期限を1887年（明治20年）6月30日とした。
- 『大蔵省省令』、官報。1887年（明治20年） - 十銭紙幣交換期限を1887年（明治20年）12月31日まで延期。
- 『大蔵省省令』、官報。1887年（明治20年） - 十銭紙幣交換期限を1888年（明治21年）6月30日まで延期。
- 『大蔵省省令』、官報。1888年（明治21年） - 十銭紙幣交換期限を1888年（明治21年）12月31日まで延期。
- 『大蔵省省令』、官報。1888年（明治21年） - 十銭紙幣交換期限を1889年（明治22年）6月30日まで延期。
- 『大蔵省省令』、官報。1889年（明治22年） - 十銭紙幣交換期限を1889年（明治22年）12月31日まで延期。
- 『大蔵省省令』、官報。1889年（明治22年） - 十銭紙幣交換期限を1890年（明治23年）6月30日まで延期。

## 変遷
- 1872年（明治5年）4月：一円券、半円券、二十銭券、十銭券発行開始[12]。
- 1872年（明治5年）6月25日：十円券、五円券、二円券発行開始[12]。
- 1872年（明治5年）8月13日：百円券、五円券発行開始[12]。
- 1878年（明治11年）6月：明治通宝製造停止[11]。
- 1887年（明治20年）6月30日：勅令「拾錢紙幣通用禁止」により十銭券失効[14]。
- 1899年（明治32年）12月31日：「政府発行紙幣通用廃止ニ関スル法律」により紙幣整理が実施され十銭券を除く明治通宝全券種失効[13]。

後継は1881年（明治14年）2月から1883年（明治16年）にかけて発行開始された改造紙幣（十円券、五円券、一円券、五十銭券、二十銭券）である。ただし改造紙幣では百円券、五十円券、二円券および十銭券は発行されなかった。また、十銭券は他の券種に先んじて廃止されたため、これ以降は十銭硬貨（十銭銀貨）のみの発行となった。最終的に、改造紙幣も明治通宝と同日を以て失効となっている。
この他に、1873年（明治6年）8月20日から1899年（明治32年）12月9日までは国立銀行紙幣、1885年（明治18年）5月9日以降は日本銀行兌換銀券が並行して通用していた。

## 備考
明治通宝のデザインは後に軍票、台湾銀行券、第一銀行券（大韓帝国通用紙幣）の製造にも踏襲して使用された。また軍票は昭和時代の日中戦争初期まで、このデザインが使用された。
明治通宝の百円券や五十円券は現存数が数枚程度しかないと推測されており、取引例はほぼ皆無なので相場価格がない。それ以外の券も現在古銭市場で全体的に高値（十円券 - 二円券は数万円 - 数十万円以上、一円券 - 十銭券は数千円 - 数万円以上）で取引されている。